# Зубковская улица (Санкт-Петербург)
Зубко́вская улица — улица в Невском районе Санкт-Петербурга. Проходит от улицы Седова до улицы Невзоровой.

## История
Название Зубковская улица известно с 1912 года, дано по фамилии землевладельца гласного уездного земского собрания Д. А. Зубкова.
По современной трассе проходит с 1950-х годов.

## Достопримечательности
- 64 пожарная часть ФГКУ 2 ОФПС ГУ МЧС РФ по СПб (дом 4)
- ОАО «Энергомеханический завод»